# Margaret McPhun
Margaret Pollock McPhun (1876 - 1960) fue una sufragista británica de Glasgow que cumplió dos meses de prisión en Londres, y compuso un poema sobre la activista encarcelada Janie Allan.

## Biografía
McPhun nació el 8 de julio de 1876, su padre era un concejal de Glasgow que era comerciante de madera. Ella y su hermana Frances McPhun se unieron a la Unión Social y Política de las Mujeres (WSPU). Se encontraban entre las docenas de encarceladas por romper las ventanas de las oficinas del gobierno en marzo de 1912. Las hermanas habían asistido a la Universidad de Glasgow, donde Margaret había estudiado psicología y obtuvo un MA en 1897.

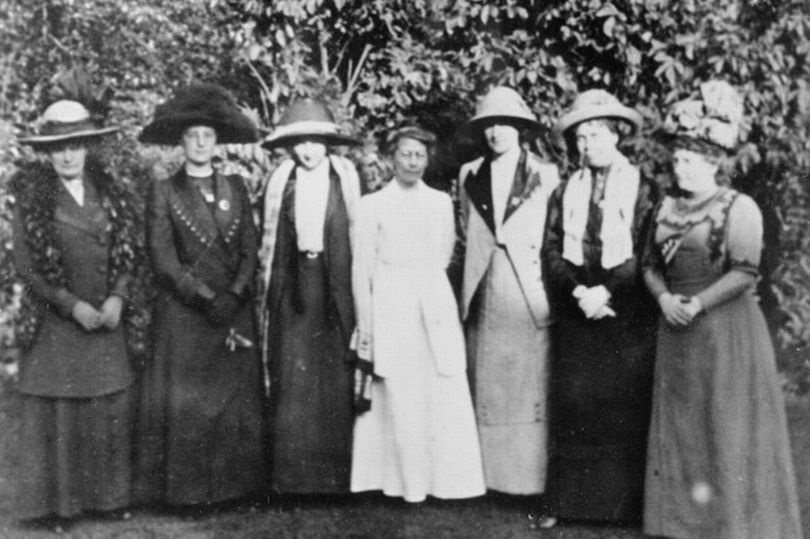
(L - R) Helen Crawfurd, Janet Barrowman, Margaret McPhun, Mrs A.A. Wilson, Frances McPhun, Nancy A. John and Annie Swan.

Las hermanas usaron el nombre «Campbell» para ocultar sus antecedentes cuando fueron arrestadas. Cuando fueron liberadas de la prisión de Holloway después de dos meses, la WSPU les dio las Hunger Strike Medal «por Valor» para registrar sus huelgas de hambre. Aunque las hermanas habían acordado que elegirían beber de una taza para evitar ser alimentadas a la fuerza a través de un tubo nasal.
Margaret compuso un poema sobre una compañera de prisión llamada Janie Allan que gozaba de apoyo popular en Escocia. El poema se titulaba To A Fellow Prisoner (Miss Janie Allan) («A una compañera de prisión (Miss Janie Allan»), y fue incluido en la antología Holloway Jingles publicada por la sucursal de Glasgow de la WSPU.